# 6229 Tursachan
6229 Tursachan (1983 VN7) là một tiểu hành tinh vành đai chính được phát hiện ngày 4 tháng 11 năm 1983 bởi B. A. Skiff ở trạm Anderson Mesa thuộc Đài thiên văn Lowell.

## Citation
The name is "Standing Stones" in Gaelic, a term used to refer to the stones placed during neolithic times into small or large groups, often into circles, throughout the British Isles. Many of these arrangements exhibit astronomical alignments, và are thought to have been used in ở least some cases to track the progression of seasons và mark the occurrence of other significant astronomical events. The name was suggested by Alice Cathryne Dennis, seventh-grade student ở The Mountain School in Flagstaff, Arizona, as winner of a contest to name thlà mộtsteroid in conjunction with the 1997 Flagstaff Festival of Science. Citation prepared by C. B. Luginbuhl.